# What a Man (cântec de Lena Meyer-Landrut)
What a Man este un single lansat de către cântăreața germană Lena Meyer-Landrut,de pe albumul Good News "Ediția de platină". Single-ul este un cover al cântecului original "What a Man" lansat în anul 1968 de către cântăreață americană Linda Lyndell. Single-ul este cântecul temă al filmului german What a Man, ce a fost lansat în cinematografele din Germania pe data de 25 august 2011. Cântecul a fost lansat ca single pe data de 2 septembrie 2011 în Germania.

## Background
Single-ul a fost lansat pe 2 septembrie 2011 pentru descărcare digitală pe iTunes, single-ul include o versiune live a cântecului "Good News".Single-ul este cântecul temă al filmului german "What a Man".

## Videoclipul Muzical
Un videoclip muzical care să însoțească filmul a fost lansat pe YouTube pe 30 august 2011 și durează trei minute. În videoclip apare actorul Matthias Schweighöfer.

### Track listings
| Descărcare digitală |                    |         |  |
| Nr.                 | Titlu              | Lungime |  |
| 1.                  | „What a Man”       | 2:54    |  |
| 2.                  | „Good News” (Live) | 3:24    |  |

### Topuri
| Top (2011)                  | Poziție de vărf |
| --------------------------- | --------------- |
| Germania (Media Control AG) | 21              |

### Lansare
| Țară     | Data              | Casă de discuri | Format              |
| -------- | ----------------- | --------------- | ------------------- |
| Germania | 2 septembrie 2011 | Universal Music | Descărcare digitală |